# Ochthebius caudatus
Ochthebius caudatus är en skalbaggsart som beskrevs av Imre Frivaldszky 1883. Ochthebius caudatus ingår i släktet Ochthebius och familjen vattenbrynsbaggar. Inga underarter finns listade i Catalogue of Life.